# مارلينا غولا
مارلينا غولا (ولدت في 8 يونيو 1998) هي رياضية بولندية متخصصة في سباقات المضمار والميدان. فازت بالميدالية الذهبية في بطولة الفرق الأوروبية 2021 و ألعاب القوى العالمية للتتابع 2021. كما حصلت على الميدالية البرونزية في بطولة أوروبا لألعاب القوى تحت 23 سنة 2019.
فازت مارلينا ثلاث مرات ببطولة ألعاب القوى البولندية في سباق 200 متر.

## روابط خارجية
- نبذة عن مارلينا غولا  على موقع الاتحاد الدولي لألعاب القوى